# سلم‌آباد (بحرین)
سلم‌آباد روستایی در استان وسطی در مرکز جزیره بحرین است. کارخانه‌ها و مراکز صنعتی بسیاری در سلم‌آباد واقع شده‌اند.